# Dikasterij za kauze svetaca
Dikasterij za kauze svetaca (tal. Dicastero delle Cause dei Santi) dio je Rimske kurije koji se bavi se, prema propisanom postupku, svime što se tiče kauza za proglašenje blaženim i svetim.
Prije reforme Rimske kurije od 2022., ovaj dikasterij nosio je ime Kongregacija za kauze svetaca  (lat. Congregatio od Causis Sanctorum).
Od Hrvata među dužnosnicima ovog dikasterija bio je Fabijan Veraja.

## Povijest
Preteča kongregacije bila je Sveta Kongregacija za obrede koju je osnovao Siksto V. 22. siječnja 1588. bulom Immensa Aeterni Dei. Dana 8. svibnja 1969., papa Pavao VI. izdaje Apostolsku konstituciju Sacra Congregatio Rituum, dijeleći kongregaciju na dva dijela:
- Kongregacija za bogoštovlje i disciplinu sakramenata;
- Kongregacija za kauze svetaca.

## Djelatnost
Dikasterij izdaje posebne norme i savjetima i naznakama pomaže dijecezanskim/eparhijskim biskupima, koji su odgovorni za poduku kauze (Praedicate Evangelium, čl. 99 §1).
Ispituje akte već pokrenutih slučajeva, provjerava je li postupak proveden u skladu s normama i izražava sud o meritumu samih uzroka kako bi ih podnio rimskom prvosvećeniku (Praedicate Evangelium, čl. 99 §2).

## Procesi
Koraci za priznavanje čuda slijede iz pravila utvrđenih 1983. Taj zakon uspostavlja dvije procesne faze: biskupijsku i rimske dikasterije. Prvo se odvija unutar biskupije u kojoj se izvanredan događaj dogodio. Biskup otvara istragu o pretpostavljenom čudu u na osnovu očevidaca ispitanih od strane pravovaljanog suda te skupljaju svu kliničku i instrumentalnu dokumentaciju slučaja. U drugom, Dikasterij proučava dokumente poslane i eventualne dodatne dokumentacije te donosi presudu po tom pitanju.

## Prefekti

### Prefekti
- kardinal Luigi Tripepi (1903. – 1906.)
- kardinal Sebastiano Martinelli (1909. – 1918.)
- kardinal Scipione Tecchi (1914. – 1915.)
- kardinal Antonio Vico (1915. – 1929.)
- kardinal Camillo Laurenti (1929. – 1938.)
- kardinal Carlo Salotti (1938. – 1947.)
- kardinal Clemente Micara (1950. – 1953.)
- kardinal Gaetano Cicognani (1953. – 1954.)
- kardinal Arcadio Larraona Saralegui (1962. – 1968.)
- kardinal Benno Gut (1967. – 1969.)
- kardinal Paolo Bertoli (1969. – 1973.)
- kardinal Luigi Raimondi (1973. – 1975.)
- kardinal Corrado Bafile (1975. – 1980.)
- kardinal Pietro Palazzini (1980. – 1988.)
- kardinal Angelo Felici (1988. – 1995.)
- kardinal Alberto Bovone (1995. – 1998.)
- kardinal José Saraiva Martins (1998. – 2008.)
- kardinal Angelo Amato (2008. – 2018.)
- kardinal Giovanni Angelo Becciu (2018. – 2020)
- kardinal Marcello Semeraro (2020. –

### Tajnici
- nadbiskup Ferdinando Giuseppe Antonelli (1969. – 1973.)
- nadbiskup Giuseppe Casoria (1973. – 1981.)
- nadbiskup Traian Crişan (1981. – 1990.)
- nadbiskup Edward Nowak (1990. – 2007.)
- nadbiskup Michele Di Ruberto (2007. – 2010.)
- nadbiskup Marcello Bartolucci (2010. – 2020.)
- nadbiskup Fabio Fabene (2021. –